# Llano Grande (Herrera)
Llano Grande è un comune (corregimiento) della Repubblica di Panama situato nel distretto di Ocú, provincia di Herrera. Si estende su una superficie di 71,1 km² e conta una popolazione di 1.062 abitanti (censimento 2010).